# Zdeněk Žemla
Zdeněk Žemla (n. 1883 – d. 19 iulie 1927, Zborov⁠(d), regiunea Olomouc, Cehia) a fost un jucător de tenis ceh, medaliat olimpic. A participat la o ediție a Jocurilor Olimpice (1906) în care a câștigat două medalii de bronz.